# Ucayali-Yurúa Ashéninka jezik
Ucayali-Yurúa Ashéninka jezik (ISO 639-3: cpb; ucayali ashéninca, campa, kampa), indijanski jezik kojim govori preko 8 600 ljudi u dolini rijeke Ucayali u Peruu i Brazilu, na pritokama Pachitea, Arruya, Shahuaya, Sheshea, Cohengua i Inuya, te uz rijeku Yurúa. U Peruu ga govori 7 000 ljudi (2001 SIL) iz plemena Ashéninka ili Campa, a ostalih 870 u brazilskoj državi Acre (2004 CPI-AC) na pet rezervata. 
Klasificira se aravačkoj porodici, pre-andskoj skupini. U Peruu je jedan službenih jezika

## Vanjske poveznice
- Ethnologue (14th)
- Ethnologue (15th)